# Hellecasters
Hellecasters är ett gitarrbaserat instrumentalcountryband från USA.

## Medlemmar
- Will Ray – rytmgitarr, 12-strängad gitarr, elgitarr, slidegitarr, tamburin, orgel, slagverk, synthesizer, sitar
- Jerry Donahue – akustisk gitarr, elgitarr, rytmgitarr, trummor, orgel, piano, slagverk, synthesizer, trombon
- John Jorgenson – elgitarr, akustisk gitarr, rytmgitarr, slidegitarr, basgitarr, piano, orgel, synthesizer, tamburin, trombon

## Diskografi
Studioalbum
- Return of the Hellecasters (1993)
- Escape from Hollywood (1994)
- Hell 3: New Axes to Grind (1997)

EP-skivor
- 7 Axes to Sample (1998)

Samlingsalbum
- Essential Listening volume 1 (2002)